# Max Delbrück
Max Delbrück (ur. 4 września 1906 w Berlinie, zm. 9 marca 1981 w Pasadenie w Kalifornii) – niemiecki, a od 1945 amerykański genetyk, mikrobiolog i biofizyk, laureat Nagrody Nobla w dziedzinie fizjologii lub medycyny w roku 1969 za odkrycie budowy genetycznej i mechanizmu replikacji wirusów.

## Życiorys
Delbrück był najmłodszym synem historyka Hansa Delbrücka i prawnukiem Justusa Liebiga.
Studiował na Uniwersytecie w Getyndze najpierw astronomię, następnie świeżo wtedy odkrytą mechanikę kwantową, by przejść w końcu do fizyki teoretycznej. Właśnie w zakresie fizyki teoretycznej doktoryzował się w 1929 r.
Po kilku pobytach za granicą (Anglia, Dania, Szwajcaria) rozpoczął w 1932 pracę w Instytucie Chemicznym im. Cesarza Wilhelma (Kaiser-Wilhelm-Institut für Chemie) w Berlinie-Dahlem. Był tam m.in. asystentem Lise Meitner i Ottona Hahna. Po dojściu do władzy narodowych socjalistów ten niepaństwowy instytut zachował pewną niezależność i przyciągał wielu zagranicznych uczonych.
Z inicjatywy Nielsa Bohra zwrócił się Delbrück ku interdyscyplinarnym badaniom w obszarze biologii. W 1935 opublikował wraz z genetykiem Nikołajem Timofiejewem-Riesowskim i Karlem Günterem Zimmerem pracę o mutacjach genowych, w której zaproponowali oni pojmowanie genów jako kompleksowych związków atomów. Była to pierwsza próba stworzenia modelu genu, na 18 lat przed odkryciem podwójnej helisy DNA przez Francisa Cricka i Jamesa Watsona.
W 1937 polityczny nacisk na badania stał się zbyt duży. Delbrück emigrował do Stanów Zjednoczonych Ameryki. Tutaj głównie w Kalifornijskim Instytucie Technologicznym (Caltech) w Pasadenie prowadził w latach 1937–1939 i od 1947 badania nad bakteriofagami. W tym czasie współpracował ściśle z Salvadorem Edwardem Lurią, wspólnie z którym odkrył w 1942 zdolność bakteriofagów do samorzutnego tworzenia form mutacyjnych. W 1946 Delbrück wraz z Alfredem Day Hersheyem odkrył zjawisko rekombinacji u bakteriofagów. Badania tych trzech naukowców stworzyły podstawy współczesnej biologii molekularnej i genetyki i doprowadziły ich do uzyskania wspólnie w 1969 Nagrody Nobla.
Jako profesor biologii prowadził dalej badania w Caltechu (do 1977). Punktami ciężkości jego badań były fizjologia zmysłów, chemia kwantowa i mutacje (głównie u muszki owocowej Drosophila melanogaster).
Zasługą Delbrücka w szerszym zakresie jest przede wszystkim wprowadzenie modeli matematycznych i metod naukowych do biologii. Również jego apel na rzecz interdyscyplinarności oraz otwartej współpracy środowisk naukowych, poparty własnym przykładem, znalazł naśladowców i spore uznanie w świecie nauki.
W 1962 dzięki jego wsparciu powstał Instytut Genetyki na uniwersytecie w Kolonii w Niemczech.
W 1941 Max Delbrück pojął za żonę Mary Bruce. Miał z nią czworo dzieci.
Jego brat Justus Delbrück, siostra Emmi Bonhoeffer i szwagier Klaus Boenhoffer (brat Dietricha Bonhoeffera) działali w latach wojny w niemieckim ruchu oporu.

## Ważniejsze publikacje
- Über die Natur der Genmutation und der Genstruktur (z N. W. Timofiejewem-Riesowskim i K. G. Zimmerem), Berlin 1935
- The growth of bacteriophage (z E. L. Ellisem), 1938
- Multiplication and variations of viruses, 1952
- Photo-reactions in Phycomyces (z R. Cohenem), 1959
- Über Vererbungschemie, Köln 1963
- A physicist's renewed look at biology, 1970
- Signal transducers, 1972
- Anfänge der Wahrnehmung, Mainz 1974